# NCAA Women's Division I Soccer Championship
Il Women's Division I Soccer Championship è una competizione calcistica universitaria statunitense organizzata dalla NCAA. È nata nel 1982 e vi partecipano 64 squadre; North Carolina, con 21 titoli, è l'università con più titoli, seguita da Notre Dame e Stanford (3).
La fase finale di questo torneo prende il nome di College Cup.

## Formato
L'NCAA Division I Woen's Soccer Championship è ad eliminazione diretta; 28 posti sono riservati alle squadre selezionate dalle seguenti conference:
- America East Conference
- American Athletic Conference
- ASUN Conference
- Atlantic Coast Conference
- Atlantic 10 Conference
- Big East Conference
- Big South Conference
- Big Ten Conference
- Big West Conference
- Colonial Athletic Association
- Conference USA
- Horizon League
- Ivy League
- Metro Atlantic Athletic Conference
- Mid-American Conference
- Missouri Valley Conference
- Mountain West Conference
- Northeast Conference
- Pacific-12 Conference
- Patriot League
- Southeastern Conference
- Southern Conference
- Southland Conference
- Southwestern Athletic Conference
- Sun Belt Conference
- The Summit League
- West Coast Conference
- Western Athletic Conference

Le migliori sedici vengono direttamente inserite nel primo turno, mentre le altre sono divise in gruppi per vicinanza geografica: la fase finale, denominata College Cup, si tiene in un luogo predeterminato, mentre le fasi precedenti si svolgono nei rispettivi campus.

## Albo d'oro
| Anno | Vincitore                     | Risultato        | Finalista                 | Città           | Stadio                                   |
| ---- | ----------------------------- | ---------------- | ------------------------- | --------------- | ---------------------------------------- |
| 1982 | North Carolina Tar Heels      | 1-0              | UCF Knights               | Orlando         | University of Central Florida            |
| 1983 | North Carolina Tar Heels (2)  | 4-0              | George Mason Patriots     | Orlando         | University of Central Florida            |
| 1984 | North Carolina Tar Heels (3)  | 2-0              | UConn Huskies             | Chapel Hill     | Fetzer Field                             |
| 1985 | George Mason Patriots         | 2-0              | North Carolina Tar Heels  | Fairfax         | George Mason Stadium                     |
| 1986 | North Carolina Tar Heels (4)  | 2-0              | Colorado College Tigers   | Fairfax         | George Mason Stadium                     |
| 1987 | North Carolina Tar Heels (5)  | 1-0              | UMass Minutewomen         | Amherst         | Warren McGuirk Alumni Stadium            |
| 1988 | North Carolina Tar Heels (6)  | 4-1              | NCSU Wolfpack             | Chapel Hill     | Fetzer Field                             |
| 1989 | North Carolina Tar Heels (7)  | 2-0              | Colorado College Tigers   | Raleigh         | Method Road Soccer Stadium               |
| 1990 | North Carolina Tar Heels (8)  | 6-0              | UConn Huskies             | Chapel Hill     | Fetzer Field                             |
| 1991 | North Carolina Tar Heels (9)  | 3-1              | Wisconsin Badgers         | Chapel Hill     | Fetzer Field                             |
| 1992 | North Carolina Tar Heels (10) | 9-1              | Duke Blue Devils          | Chapel Hill     | Fetzer Field                             |
| 1993 | North Carolina Tar Heels (11) | 6-0              | George Mason Patriots     | Chapel Hill     | Fetzer Field                             |
| 1994 | North Carolina Tar Heels (12) | 5-0              | Notre Dame Fighting Irish | Portland        | Merlo Field                              |
| 1995 | Notre Dame Fighting Irish     | 1-0 (d.t.s)      | Portland Pilots           | Chapel Hill     | Fetzer Field                             |
| 1996 | North Carolina Tar Heels (13) | 1-0 (d.t.s)      | Notre Dame Fighting Irish | Santa Clara     | Buck Shaw Stadium                        |
| 1997 | North Carolina Tar Heels (14) | 2-0              | UConn Huskies             | Greensboro      | UNCG Soccer Stadium                      |
| 1998 | Florida Gators                | 1-0              | North Carolina Tar Heels  | Greensboro      | UNCG Soccer Stadium                      |
| 1999 | North Carolina Tar Heels (15) | 2-0              | Notre Dame Fighting Irish | San Jose        | Spartan Stadium                          |
| 2000 | North Carolina Tar Heels (16) | 2-1              | UCLA Bruins               | San Jose        | Spartan Stadium                          |
| 2001 | Santa Clara Broncos           | 1-0              | North Carolina Tar Heels  | University Park | Gerald J. Ford Stadium                   |
| 2002 | Portland Pilots               | 2-1 (d.t.s)      | Santa Clara Broncos       | Austin          | Mike A. Myers Stadium                    |
| 2003 | North Carolina Tar Heels (17) | 6-0              | UConn Huskies             | Cary            | SAS Soccer Park                          |
| 2004 | Notre Dame Fighting Irish (2) | 1-1 (4-3 d.c.r.) | UCLA Bruins               | Cary            | SAS Soccer Park                          |
| 2005 | Portland Pilots (2)           | 4-0              | UCLA Bruins               | College Station | Aggie Soccer Stadium                     |
| 2006 | North Carolina Tar Heels (18) | 2-1              | Notre Dame Fighting Irish | Cary            | SAS Soccer Park                          |
| 2007 | USC Trojans                   | 2-0              | FSU Seminoles             | College Station | Aggie Soccer Stadium                     |
| 2008 | North Carolina Tar Heels (19) | 2-1              | Notre Dame Fighting Irish | Cary            | WakeMed Soccer Park                      |
| 2009 | North Carolina Tar Heels (20) | 1-0              | Stanford Cardinal         | College Station | Aggie Soccer Stadium                     |
| 2010 | Notre Dame Fighting Irish (3) | 1-0              | Stanford Cardinal         | Cary            | WakeMed Soccer Park                      |
| 2011 | Stanford Cardinal             | 1-0              | Duke Blue Devils          | Kennesaw        | Kennesaw State University Soccer Stadium |
| 2012 | North Carolina Tar Heels (21) | 2-1 (d.t.s)      | Penn State Nittany Lions  | San Diego       | Torero Stadium                           |
| 2013 | UCLA Bruins                   | 1-0 (d.t.s)      | FSU Seminoles             | Cary            | WakeMed Soccer Park                      |
| 2014 | FSU Seminoles                 | 1-0              | Virginia Cavaliers        | Boca Raton      | FAU Stadium                              |
| 2015 | Penn State Nittany Lions      | 1-0              | Duke Blue Devils          | Cary            | WakeMed Soccer Park                      |
| 2016 | USC Trojans (2)               | 3-1              | WVU Mountaineers          | San Jose        | Avaya Stadium                            |
| 2017 | Stanford Cardinal (2)         | 3-2              | UCLA Bruins               | Orlando         | Orlando City Stadium                     |
| 2018 | FSU Seminoles (2)             | 1-0              | North Carolina Tar Heels  | Cary            | WakeMed Soccer Park                      |
| 2019 | Stanford Cardinal (3)         | 0-0 (5-4 d.c.r.) | North Carolina Tar Heels  | San Jose        | Avaya Stadium                            |
| 2020 | Santa Clara Broncos (2)       | 1-1 (4-1 d.c.r.) | FSU Seminoles             | Cary            | WakeMed Soccer Park                      |

- Il campionato 2020 è stato riprogrammato dall'autunno 2020 alla primavera 2021 a causa di COVID-19.

## Numero di vittorie
| Posizione | Squadra                   | Vittorie |
| --------- | ------------------------- | -------- |
| 1         | North Carolina Tar Heels  | 21       |
| 2         | Stanford Cardinal         | 3        |
| 2         | Notre Dame Fighting Irish | 3        |
| 4         | FSU Seminoles             | 2        |
| 4         | Portland Pilots           | 2        |
| 4         | Santa Clara Broncos       | 2        |
| 4         | USC Trojans               | 2        |
| 7         | Florida Gators            | 1        |
| 7         | George Mason Patriots     | 1        |
| 7         | Penn State Nittany Lions  | 1        |
| 7         | UCLA Bruins               | 1        |